# Košarkaški Klub Zagreb
El Košarkaški Klub Zagreb és un club croat de basquetbol de la ciutat de Zagreb.
El club es va fundar el 1970 amb el nom de KK Siget, amb el nom del barri Siget de Zagreb. El 1976 es va canviar el nom a KK Novi Zagreb per representar Novi Zagreb, una part de Zagreb situada al sud del riu Sava. Després que Croàcia es convertís en un país independent, "Novi" acabava d'abandonar i el nom del club tenia la seva forma més senzilla i actual: KK Zagreb. Des dels inicis els jugadors de Zagreb eren coneguts amb el sobrenom de Formigues com a símbol del treball dur i de l'esperit d'equip.
El club vesteix de groc i disputa els seus partits al pavelló Trnsko, amb capacitat per a 2000 espectadors. El club disputa la lliga croata de bàsquet i la lliga Adriàtica de bàsquet.

## Palmarès
- Lliga croata
  - Campions (1): 2010–11
- Copa croata
  - Campions (3): 2007–08, 2009–10, 2010–11
  - Finalistes (6): 1997-98, 2005-06, 2006-07, 2008-09, 2011-12, 2013-14